# جون بليك (لاعب اتحاد الرغبي)
جون بليك (بالإنجليزية: John Blake)‏ هو لاعب اتحاد الرغبي بريطاني، ولد في 30 مايو 1933، وتوفي في 9 سبتمبر 1982.